# Йосиф Мажовски
Йосиф Радев Мажовски е български зограф от Македония, представител на Дебърската художествена школа.

## Биография
Йосиф Мажовски е роден в мияшката паланка Лазарополе, Дебърско, Македония. Според брат му Исая Мажовски годината на раждането му е 1845, според Асен Василиев - 1830, а според Цветан Грозданов - 1836 година. Заедно с братята си Исая и Яков Мажовски учи иконопис при баща си Радул Мажовски. Първите самостоятелни работи на Йосиф са от 1862 година още като ученик на Дичо Зограф в тайфата му в Охрид и околията. След това Йосиф работи в Битолско, Ресенско и Охридско заедно с братята си Яков и Исая. Йосиф се занимава и с фотография.
В 1870 година изписва четири от престолните икони на църквата в Бърчево - на Света Богородица, Свети Йоан Предтеча, Свети Архангел Михаил и Свети Никола. На иконата на Света Богородица се подписва: „їз рȢки Їѡсиф зȢграфъ“. В същата година с брат си Яков довършват престолните икони в храма „Свети Архангел Михаил“ в Ташмарунища.
В 1872 година Йосиф изписва живописта в селската църква „Свети Димитър“ в Църнобуки. Йосиф изписва и църквата „Свети Тодор“ в Сърбци, Битолско в 1876 година, където оставя надпис „1876 месеца ІȢлiа 11 денъ испiса се прiтворъ в тои же време беше попъ Тале Тiлевъ и попъ Рiсте попа Петре. Зѡграфъ Iосифъ Радев из Лазарополе“. Работи и в църквата „Свети Никола“ във Върбен, както се разбира от надписа в нея: „Жівописецъ Смиреніи Іѡсифъ Радиѡновичъ ѿ Мала река с. Лазарополе“.
С брат си Яков Мажовски рисува иконите в църквите „Свето Преображение Господне“ в Гопеш, „Свети Георги“ в Олевени, където правят и стенописите, в „Света Богородица“ в Гявато и в „Св. св. Константин и Елена“ в Сопотско. С братята си Исая и Иван рисува иконите в „Света Петка“ в Горна Белица и „Свети Никола“ в Радожда.
В църквата „Свети Никола“ в Теарце Йосиф изработва живописта, която е характеризирана от научните работници като изключително наративна и голяма рядкост, отстъпваща от византийските канони. На иконостаса в тази църква в първата зона са изобразени Свети Георги, Свети Архангел Михаил, Свети Никола, Света Богородица, Иисус Христос, Свети Йоан Кръстител и Свети Димитър. Във втората зона за изобразени иконите от „Актът“ (19 икони). На престолната икона, на която е изобразен Иисус Христос, има текст, който гласи: „Всички свети образи са изобразени в лето от Христа 1866, месец март, ден 24, зограф Йосиф от Лазарополе из Дебър, помени Господе православни християни, общо ктитори и прислужници, помени ги християни у село Теарце“.
В 1867 година работи в църквата „Свети Илия“ в Стенче, където се подписва на иконите „Иисус Христос“, „Св. св. Петър и Павел“, „Свети Димитър убива Лий“. В 1890 година изписва църквата „Свети Георги“ в Цапари.
Известно е съществуването на иконата „Света Троица“ от Йосиф Мажовски, изработена в 1896 година. Тя се намира в катедралната църква „Свети Крал Урош“ в Урошевац. Съдбата на иконата е неизвестна след пожара в църквата в 1999 година.
Следи от богатата дейност на Йосиф Мажовски се намират и в Карпинския манастир, където той е един от тримата зографи заедно с Петър и Атанас Николови от Велес, които след разрухата на фреските от XVI век, изписват наново църквата. В Карпинския манастир се намира изписаната на дърво с темпера икона от Йосиф „Събор на апостолите“ от 1898 година.
В църквата „Свети Никола“ в Куманово изписва иконата „Въведение на Богородица и други светии“, която датира от втората половина на XIX век. От 1898 година датира икона на Мажовски в църквата „Света Параскева“ в Пезово.
Йосиф е автор на икона от същата 1898 година на Свети Илия в църквата „Свети Илия“ в Никуляне, днес в Кумановската галерия за икони.
Умира в 1910 или в 1919 година.

## Галерия
- Икона на Свети Илия, църква „Свети Илия“ в Никуляне
- „Благовещение“, църква „Света Петка“ във Вратница, 1866 г.
- „Обрезание Господне“, църква „Света Петка“ във Вратница, 1866 година. Днес в Тетовската галерия за икони
- Стенопис на Светите братя Кирил и Методий от „Свети Никола“ в Бабино, 1888 г., дело на Йосиф и Яков Радеви
- Стенопис на Успение Богородично и надпис от „Свети Никола“ в Бабино, 1888 г., дело на Йосиф и Яков Радеви

## Родословие
|  |  |  |  |  |  |  |  |  |  |  |  |  |  |  |  |  |  |                                    |                                    |                                    |                                    |                                    |                                    |  |  |                                   |                                   |                                   |                                   | Радул Кузманов Мажовски (1808 – 1859) |                                   |  |  |                                   |                                   |                                   |                                   |                                   |                                   |  |  |                                |                                |                                |                                |                                |                                |  |  |  |  |  |  |
|  |  |  |  |  |  |  |  |  |  |  |  |  |  |  |  |  |  |                                    |                                    |                                    |                                    |                                    |                                    |  |  |                                   |                                   |                                   |                                   |                                       |                                   |  |  |                                   |                                   |                                   |                                   |                                   |                                   |  |  |                                |                                |                                |                                |                                |                                |  |  |  |  |  |  |
|  |  |  |  |  |  |  |  |  |  |  |  |  |  |  |  |  |  |                                    |                                    |                                    |                                    |                                    |                                    |  |  |                                   |                                   |                                   |                                   |                                       |                                   |  |  |                                   |                                   |                                   |                                   |                                   |                                   |  |  |                                |                                |                                |                                |                                |                                |  |  |  |  |  |  |
|  |  |  |  |  |  |  |  |  |  |  |  |  |  |  |  |  |  | Йосиф Радев Мажовски (1845 – 1919) | Йосиф Радев Мажовски (1845 – 1919) | Йосиф Радев Мажовски (1845 – 1919) | Йосиф Радев Мажовски (1845 – 1919) | Йосиф Радев Мажовски (1845 – 1919) | Йосиф Радев Мажовски (1845 – 1919) |  |  | Яков Радев Мажовски (1848 – 1920) | Яков Радев Мажовски (1848 – 1920) | Яков Радев Мажовски (1848 – 1920) | Яков Радев Мажовски (1848 – 1920) | Яков Радев Мажовски (1848 – 1920)     | Яков Радев Мажовски (1848 – 1920) |  |  | Исая Радев Мажовски (1852 – 1926) | Исая Радев Мажовски (1852 – 1926) | Исая Радев Мажовски (1852 – 1926) | Исая Радев Мажовски (1852 – 1926) | Исая Радев Мажовски (1852 – 1926) | Исая Радев Мажовски (1852 – 1926) |  |  | Иван Радев Мажовски (1856 – ?) | Иван Радев Мажовски (1856 – ?) | Иван Радев Мажовски (1856 – ?) | Иван Радев Мажовски (1856 – ?) | Иван Радев Мажовски (1856 – ?) | Иван Радев Мажовски (1856 – ?) |  |  |  |  |  |  |